# Tjaktjaure (Arjeplogs socken, Lappland, 737466-154607)
Tjaktjaure är en sjö i Arjeplogs kommun i Lappland och ingår i Skellefteälvens huvudavrinningsområde. Sjön har en area på 3,05 kvadratkilometer och ligger 477 meter över havet. Tjaktjaure ligger i Hornavan-Sädvajaure fjällurskog Natura 2000-område. Sjön avvattnas av vattendraget Grakajåkkå.

## Delavrinningsområde
Tjaktjaure ingår i det delavrinningsområde (737522-154486) som SMHI kallar för Utloppet av Tjaktjaure. Medelhöjden är 517 meter över havet och ytan är 11,19 kvadratkilometer. Räknas de 10 avrinningsområdena uppströms in blir den ackumulerade arean 131,39 kvadratkilometer. Grakajåkkå som avvattnar avrinningsområdet har biflödesordning 2, vilket innebär att vattnet flödar genom totalt 2 vattendrag innan det når havet efter 334 kilometer. Avrinningsområdet består mestadels av skog (68 procent). Avrinningsområdet har 3,06 kvadratkilometer vattenytor vilket ger det en sjöprocent på 27,3 procent.